# (8467) Benoîtcarry
(8467) Benoitcarry, désignation internationale (8467) Benoîtcarry, est un astéroïde de la ceinture principale.

## Description
(8467) Benoitcarry est un astéroïde de la ceinture principale. Il fut découvert le 2 mars 1981 à Siding Spring par Schelte J. Bus. Il présente une orbite caractérisée par un demi-grand axe de 3,21 UA, une excentricité de 0,06 et une inclinaison de 10,5° par rapport à l'écliptique.

## Compléments